# Цагатуйское сельское поселение
Се́льское поселе́ние «Цагатуйское» (бур. Сагаатайн hомон) — муниципальное образование в Джидинском районе Бурятии Российской Федерации.
Административный центр — улус Цагатуй.

## История
Статус и границы сельского поселения установлены Законом Республики Бурятия от 31 декабря 2004 года № 985-III «Об установлении границ, образовании и наделении статусом муниципальных образований в Республике Бурятия»

## Население
| 2002 | 2011 | 2012 | 2013 | 2014 | 2015 | 2016 |
| ---- | ---- | ---- | ---- | ---- | ---- | ---- |
| 765  | ↗766 | ↘759 | ↘749 | ↘743 | ↘724 | ↘702 |
| 2017 | 2018 | 2019 | 2020 | 2021 | 2023 | 2024 |
| ↘698 | ↘675 | ↘651 | ↗662 | ↗710 | ↗718 | ↘710 |

## Состав сельского поселения
| № | Населённый пункт | Тип населённого пункта       | Население |
| - | ---------------- | ---------------------------- | --------- |
| 1 | Цагатуй          | улус, административный центр | ↘710      |